# Özgür Can
Özgür Can, född 27 november 1982 i Stockholm, är en svensk musikproducent och DJ. Musiken han producerar skulle närmast kunna kallas progressive house. Özgür Can och Stian Klo gjorde 2005 och 2006 musik under namnet Furry Nipples och de driver även skivbolaget Furry Music.
Bland skivbolagen han har släppt musik finns Pickadoll Records, Truesoul Records och Bevlar. Özgür Can har erhållit titeln Sveriges bästa DJ 2006 och 2007 av Svenska DJ top 100, som arrangeras av sajten clubstockholm.se.[källa behövs]
Han är också programledare i Dandsmusikpodden.